# Epinephelus drummondhayi
Epinephelus drummondhayi is een  straalvinnige vissensoort uit de familie van zaag- of zeebaarzen (Serranidae). De wetenschappelijke naam van de soort werd voor het eerst geldig gepubliceerd in 1878 door Goode & Bean.
De soort staat op de Rode Lijst van de IUCN als Kritiek, beoordelingsjaar 2006.